# Sematophyllum serricalyx
Sematophyllum serricalyx là một loài rêu trong họ Sematophyllaceae. Loài này được Broth. & Watts mô tả khoa học đầu tiên năm 1915.